# Rușii-Munți
Rușii-Munți – wieś w Rumunii, w okręgu Marusza, w gminie Rușii-Munți. W 2011 roku liczyła 1375 mieszkańców.